# Mézériat

Mézériat este o comună în departamentul Ain din estul Franței.